# Kanton Liernais
Der Kanton Liernais war bis 2015 ein französischer Wahlkreis im Arrondissement Beaune, im Département Côte-d’Or und in der Region Burgund; sein Hauptort war Liernais.
Der aus 14 Gemeinden bestehende Kanton war 214,59 km² groß und hatte 2395 Einwohner (Stand: 1999).

## Gemeinden
| Gemeinde               | Einwohner | Code postal | Code Insee |
| ---------------------- | --------- | ----------- | ---------- |
| Bard-le-Régulier       | 75        | 21430       | 21046      |
| Blanot                 | 148       | 21430       | 21083      |
| Brazey-en-Morvan       | 156       | 21430       | 21102      |
| Censerey               | 167       | 21430       | 21124      |
| Diancey                | 87        | 21430       | 21229      |
| Liernais               | 593       | 21430       | 21349      |
| Manlay                 | 223       | 21430       | 21375      |
| Marcheseuil            | 156       | 21430       | 21379      |
| Ménessaire             | 88        | 21430       | 21403      |
| Saint-Martin-de-la-Mer | 286       | 21210       | 21560      |
| Savilly                | 68        | 21430       | 21593      |
| Sussey                 | 239       | 21430       | 21615      |
| Vianges                | 61        | 21430       | 21675      |
| Villiers-en-Morvan     | 48        | 21430       | 21703      |